# Парк Лејк (Кентаки)
Парк Лејк (енгл. Park Lake) град је у америчкој савезној држави Кентаки.

## Демографија
По попису из 2000. године број становника је 537.
| Група             | 2000.       | 2010.    |
| Белци             | 521 (97,0%) | 0 (0,0%) |
| Афроамериканци    | 0 (0,0%)    | 0 (0,0%) |
| Азијати           | 6 (1,1%)    | 0 (0,0%) |
| Хиспаноамериканци | 4 (0,7%)    | 0 (0,0%) |
| Укупно            | 537         | 0        |